# داوید دسکالسو
داوید دسکالسو (اسپانیایی: David Descalzo‎; ۲ ژانویهٔ ۱۹۲۰ – ۲۷ ژوئیه ۲۰۰۴) بازیکن بسکتبال اهل پرو بود. وی در بازی‌های المپیک تابستانی ۱۹۴۸ شرکت کرده‌است.